# Улрих фон Мандершайд
Улрих фон Мандершайд (на немски: Ulrich von Manderscheid; † ок. 1436) е граф на Мандершайд, архиепископ и курфюрст на Трир (1430 – 1436). Той загубва през 1430 г. при изборите за архиепископ на Трир, но не признава загубата си, което води до конфликт при епископите на Трир.

## Биография
Син е вероятно на Дитрих II фон Мандершайд († 1469) и съпругата му Ирмгард фон Даун († 1456), дъщеря на Дитрих V фон Даун цу Брух.
Улрих е катедрален пропст в Кьолн и архидякон в Трир и през 1430 г., след смъртта на архиепископ Ото фон Цигенхайн, кандидатства за службата архиепископ на Трир. Катедралният капител избира с множество на 27 февруари 1430 г. катедралния схоластер Якоб фон Зирк за архиепископ. Понеже Улрих не акцептира своята загуба, двамата кандидати пътуват до Рим, за да получат от папата одобрение. Папа Мартин V не ги одобрява и назначава през май 1430 г. епископа на Шпайер, Рабан фон Хелмщат, за новия архиепископ на Трир. Улрих не се подчинява на решението.
Катедралният капител назначава Улрих първо за управител на епископството и на 10 юли 1430 г. го избира в Кобленц за архиепископ. Папа Мартин отлъчва от църквата капитела и Улрих. Въпреки това Улрих управлява архиепископството до 1436 г., без да получи помазване за епископ. Град Трир не желае да приеме Улрих и той обсажда града неуспешно два пъти през 1432 и 1433 г. Катедралният капител се отказва от Улрих, заради неговата бруталност. На църковния събор в Базел през 1434 г. Рабан фон Хелмщат е обявен за правилния епископ. Улрих получава на 7 август 1434 г. имперско осъждане.
На 7 февруари 1436 г. съдът му обещава замък Щолценфелс в Кобленц. Улрих протестира срещу пристигането на Рабан фон Хелмщат в Трир и отново тръгва към Рим и по пътя умира в Швейцария.